# Rytuał (film 2011)
Rytuał (ang. The Rite) – amerykański thriller, horror w reżyserii Mikaela Håfströma z 2011 roku. W rolach głównych wystąpili Anthony Hopkins i Colin O’Donoghue. Film powstał na podstawie książki Matta Baglio pt. „Obrzęd. Tajemnice współczesnych egzorcystów”.
Zdjęcia do filmu rozpoczęły się w lutym 2010, kręcony w Budapeszcie (Węgry) i w Rzymie (Włochy).

## Fabuła
Michael Kovak (Colin O’Donoghue) zostaje wcielony do Szkoły Egzorcyzmów. Tutaj poznaje ojca Lucasa (Anthony Hopkins), który zapoznaje go z inną stroną wiary – mroczną. Młody ksiądz musi stoczyć walkę ze swoimi demonami.

## Obsada
- Colin O’Donoghue – Michael Kovak
- Anthony Hopkins – ojciec Lucas
- Marta Gastini – Rosaria
- Maria Grazia Cucinotta – ciotka Andria
- Alice Braga – Angelina Vargas
- Ciarán Hinds – ojciec Xavier
- Toby Jones – ojciec Matthew
- Chris Marquette – Eddie
- Rutger Hauer – Istvan Kovak
- Marija Karan – Sandra
- Torrey DeVitto – Nina